# Sonia Tessa
Sonia Tessa (n. en Coronda, el 17 de septiembre de 1969) es una periodista especializada en cuestiones de géneros y derechos humanos de la ciudad de Rosario, Santa Fe, Argentina.

## Datos
Estudió en la escuela secundaría en el Normal nº 1 de la ciudad de Rosario.  Estudió Comunicación social en la Universidad Nacional de Rosario. Actualmente vive en Rosario.
Distinguida en el campo periodístico rosarino, ha desarrollado un intenso trabajo con perspectiva de género y derechos humanos, colaborando en diferentes medios y organizaciones e instituciones públicas de la ciudad. Desde el año 2008, se desempeña como editora de Rosario 12 y redactora en el suplemento Las 12, además de formar parte del equipo de Juana en el Arco, un programa semanal de Radio Universidad con enfoque de género. Periodista en Radio Nacional Rosario AM 1300. Trabajó también en otros medios de la ciudad como el Diario La Capitall,  Radio 2, El Ciudadano y colaboró con Rosario3.

## Distinciones
- Premio Juana Manso de la Municipalidad de Rosario en 1999, 2003, 2008 y a la trayectoria en 2009.[2][3][Nota 1]
- Periodista Distinguida en reconocimiento a su labor con perspectiva de género en los medios periodísticos rosarinos, reconocimiento otorgado en 2013 por el Concejo Municipal de Rosario.[3][4]
- Premio Lola Mora, en 2017, por su destacada labor periodística.[5]

## Trabajo en prensa
Se especializa en cuestiones de género y derechos humanos realizando en los últimos años una cobertura de distintos hechos relacionados con crímenes de lesa humanidad, como los juicios a los genocidas celebrados en los Tribunales Federales de Rosario y la recuperación de las historias de vida y muerte ligadas a la última dictadura cívico militar de Argentina.